# Epacris alpina
Epacris alpina är en ljungväxtart som beskrevs av Hook. f. Epacris alpina ingår i släktet Epacris och familjen ljungväxter. Inga underarter finns listade i Catalogue of Life.